# Jansen, Jansen
Jansen, Jansen was een Nederlandse komedieserie die tussen 1995 en 1998 werd gemaakt onder regie van Michael E. Briant.
De serie draait om het gezin Jansen, met vader Thijs, van beroep postbode, en moeder Pien, die op latere leeftijd carrière maakte als bankmedewerkster en een royaal salaris heeft. Ze hebben twee kinderen, Ronnie en Maartje, die voortdurend hun tamelijk klunzige vader op de hak proberen te nemen.
De serie was een bewerking door Martine Bijl van de Zweedse komediereeks Svensson, Svensson en werd uitgezonden door de VARA.

## Rolverdeling
- Peter Bolhuis als Thijs
- Liz Snoijink als Pien
- Geertje van Vliet als Maartje
- Kaspar Schellingerhout als Ronnie
- Carolien van den Berg als Lidewij